# Olympiade d'échecs de 1986
L'Olympiade d'échecs de 1986 est une compétition mondiale par équipes et par pays organisée par la FIDE. Les pays s'affrontent sur 4 échiquiers par équipe de 6 joueurs (4 titulaires et 2 suppléants) repartie. Les équipes féminines ont 4 joueuses sur 3 échiquiers. Cette 27e Olympiade s'est déroulée du 14 novembre au 2 décembre 1986 à Dubaï, organisée par les Émirats arabes unis.
Les points ne sont pas attribués au regard des résultats des matches inter-nations, mais en fonction des résultats individuels sur chaque échiquier (un point par partie gagnée, un demi-point pour une nulle, zéro point pour une défaite).

## Tournoi masculin

### Contexte
Les organisateurs refusent d'accorder le visa à l'équipe israélienne du fait de la situation conflictuelle au Proche-Orient. Cette décision disqualifie l'Olympiade aux yeux de nombreux occidentaux. Les fédérations de Suède, du Danemark, de la Norvège et des Pays-Bas refusent d'envoyer leur équipe. Des grands maîtres refusent d'y participer à titre personnel. Tel est le cas de Robert Hübner (RFA), de Viktor Kortchnoï (Suisse), de Lev Alburt (États-Unis) et de Mestel (Angleterre).
Conscients du risque, les Émirats arabes unis prennent en charge les frais de transport et de séjour de nombreuses équipes africaines et asiatiques, ce qui permet de battre le record de participation : 108 nations sont présentes.
La compétition se déroule en poule unique sur 14 rondes selon le système suisse.

### Résultats
| Classement final |                  |      |
| 1er              | Union soviétique | 40   |
| 2e               | Angleterre       | 39,5 |
| 3e               | États-Unis       | 38,5 |
| 4e               | Hongrie          | 34,5 |
| 5e               | Islande          | 34   |

La France termine 10e avec 33 points. La Belgique est 30e avec 30,5 points.
L'URSS et l'Angleterre ne sont séparées que par un demi-point avant la 14e et dernière ronde. Chacune des deux équipes gagnent ce dernier match 4 à 0, la première contre la Pologne, la seconde contre le Brésil. Ce double résultat donna lieu à quelques conflits entre les Russes et les Anglais.

### Participants individuels
- Pour l'URSS : Kasparov, Karpov, Andreï Sokolov, Youssoupov, Vaganian, Tsechkovski.
- Pour l'Angleterre : Miles, Nunn, Short, Chandler, Speelman, Flear, W. Watson.
- Pour les États-Unis : Seirawan, Christiansen, Kavalek, Fedorowicz, de Firmian, Dlugy.
- Pour la France : Spassky, Haïk, Mirallès, Renet, Kouatly, Sharif.
- Pour la Belgique : Winants, Weemaes, Jadoul, Meulders, Defize, Deleyn.

## Tournoi féminin
49 nations sont représentées. 
La compétition se déroule en poule unique sur 14 rondes selon le système suisse.
| Classement final |                  |      |
| 1er              | Union soviétique | 33,5 |
| 2e               | Hongrie          | 29   |
| 3e               | Roumanie         | 28   |

La France termine 15e avec 22 points.
L'équipe soviétique comprend Tchibourdanidzé, Akhmilovskaya, Gaprindachvili et Alexandria. Elle gagne ses 13 premiers matches, faisant match nul à la dernière ronde contre Cuba. Gaprindachvili réalise, quant à elle, le score parfait au 3e échiquier : 10 victoires pour 10 parties.